# Orosius-meester

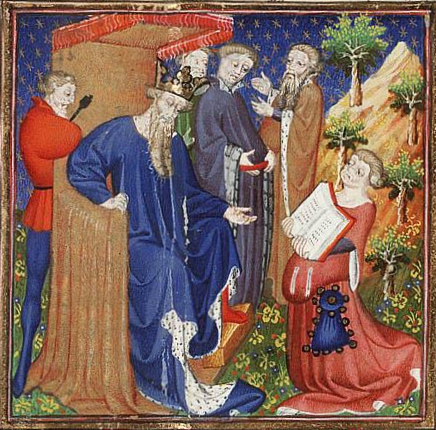
Opdrachtminiatuur van de Cité de Dieu, Koninklijke Bibliotheek (Nederland), 72 A 22

De Orosius-meester is de noodnaam van een miniaturist die actief was tussen 1400 en 1420 in Parijs. Hij kreeg zijn naam naar een manuscript Histoire ancienne, gedeeltelijk gebaseerd op een verhaal van Orosius, dat soms de Histoires d'Orose genoemd werd (Bibliothèque nationale de France, français 301).
Sommige onderzoekers denken, op basis van stijlelementen, dat deze artiest afkomstig was uit Bohemen. De Orosius-meester legde zich bijzonder toe op de illustratie van klassieke teksten en werken over geschiedenis. Hij werkte samen met miniaturisten uit zijn actieve periode zoals de Meester van de Cité des dames. Hij gebruikte dikwijls half grisaille om personen af te beelden, gemodelleerd met donkere schaduwen en contrasterend met kleurrijke landschappen.
Sommige onderzoekers vereenzelvigen de Orosius-meester met Ymbert Stanier die men ook Le Lorrain noemde.

## Toegeschreven werken
- Histoires anciennes, manuscript gedeeltelijk gebaseerd op werk van Orosius, Bibliothèque nationale de France, ms. français 301
- De Thebais en Achilleis, omstreeks 1400, enkele miniaturen in samenwerking met de Vergilius-meester en de Meester van de Cité des dames, British Library, Burney 257.[3]
- Histoires romaines, ca. 1405, vertaling van Titus Livius door Pierre Bersuire, Bibliotheek van Genève, ms. fr. 77
- La Cité de Dieu van Augustinus van Hippo, 1408-1410, Philadelphia Museum of Art, Philadelphia (Pennsylvania), ms. 1945.65.1[4]
- La Cité de Dieu, ca. 1410, vertaling door Raoul de Presles, Koninklijke Bibliotheek (Nederland), 72 A 22
- De Térence des ducs (Blijspelen van Terentius, manuscript gekend als dat van de “hertogen"), ca. 1411, miniaturen bij het blijspel De schoonmoeder, in samenwerking met de Luçon-meester, de Meester van de Cité des dames et de Meester van de Adelphen, Bibliothèque de l'Arsenal, Ms. 664
- Breviaium van Lodewijk van Guyenne, omstreeks 1413, in samenwerking met de Boucicaut-meester en de Bedford-meester, Gemeentelijke mediatheek Équinoxe van Châteauroux

- Gemeinsame Normdatei: 143152599
- International Standard Name Identifier: 0000 0004 4889 527X
- Union List of Artist Names: 500016421
- Virtual International Authority File: 160471619